# کیکی پالمر
کیکی پالمر (ایتالیایی: Kiki Palmer؛ ‏ ۱۱ ژوئیهٔ ۱۹۰۷ – ۱۱ اوت ۱۹۴۹) بازیگر اهل ایتالیا بود.
از فیلم‌ها یا مجموعه‌های تلویزیونی که وی در آن‌ها نقش داشته‌است، می‌توان به «رژه عروسی» و «نور گیتی» اشاره نمود.